# Raymond Lemieux (chimiste)
Pour les articles homonymes, voir Raymond Lemieux et Lemieux.
Raymond Urgel Lemieux est un chimiste organicien canadien né le 16 juin 1920 à Lac La Biche en Alberta et mort le 22 juillet 2000, pionnier de la synthèse des glucides (en particulier celle du sucrose) et découvreur de l’effet anomérique. Les méthodes générales qu'il a développées pour la synthèse des saccharides sont toujours d'usage courant dans la chimie des sucres. Membre de la Royal Society of Canada et de la Royal Society de Londres, il a été lauréat du prix mondial des sciences Albert-Einstein et du Prix Wolf de chimie.

## Biographie
Lemieux étudia la chimie à l'université de l'Alberta et passa son baccalauréat en 1943. Il prépara sa thèse de doctorat en chimie organique à l'Université McGill (1946) et obtint une bourse post-doctorale à l'université d'État de l'Ohio, financée par Bristol Laboratories, pour des recherches sur la structure de la streptomycine. C'est là qu'il fit la connaissance de sa future femme, alors en thèse à Ohio State, qu'il épousa en 1948.
Par la suite, il retourna au Canada, d'abord comme professeur assistant à l'université de la Saskatchewan  puis comme directeur de recherche du Laboratoire Régional des Prairies canadiennes de Saskatoon (dépendant du Conseil national de recherches). En 1953, il parvient à réaliser la synthèse du sucrose avec un autre chercheur, George Huber.  L'année suivante, il est nommé doyen de la Faculté des Sciences de l'Université d'Ottawa, dont il fonde le département de chimie. En 1961, il prend la direction du département de chimie de l'université de l'Alberta et préside la Division « Chimie organique. »  Là, il met au point une voie de synthèse des oligosaccharides, qui améliore les traitements existants pour la leucémie et l'hémophilie et ouvre la voie à la production de nouveaux antibiotiques, d'immunoglobulines et d'immunosuppresseurs.
Encore à l'université de l'Alberta, il créera plusieurs entreprises de génie biochimique, dont R&L Molecular Research Ltd. (1962), Raylo Chemicals Ltd. (1966 ; cette société rachètera R&L) et Chembiomed (1977 ; cette société sera rachetée par Synsorb Biotech de Calgary). 
Son autobiographie : Explorations with Sugars: How Sweet It Was est parue en 1990.
Raymond Lemieux est mort d'une rupture d'anévrisme en 2000.

## Distinctions
- 1961 : Prix Léo-Pariseau
- 1966 : Prix Hudson
- 1968 : Officier de l'Ordre du Canada
- 1981 : Prix Izaak-Walton-Killam
- 1985 : Prix Gairdner
- 1991 : Médaille Herzberg
- 1992 : Prix Albert-Einstein (World Award of Science)
- 1994 : Compagnon de l'Ordre du Canada
- 1999 : prix Wolf en chimie
- Membre du Panthéon de la science et de l'ingénierie canadiennes